# Panaxia plagiata
Panaxia plagiata är en fjärilsart som beskrevs av Walker 1855. Panaxia plagiata ingår i släktet Panaxia och familjen björnspinnare. Inga underarter finns listade i Catalogue of Life.